# Noël Godin

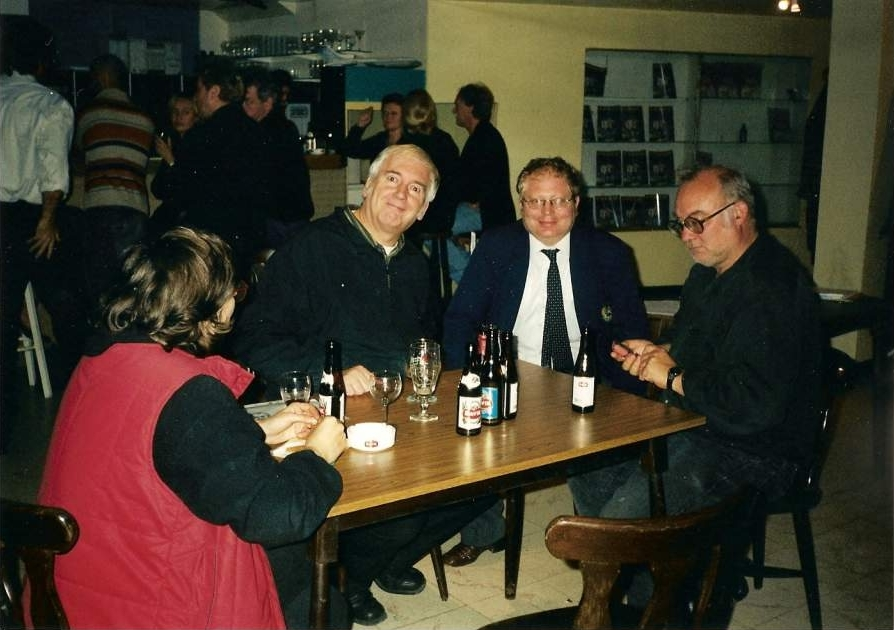
Sylvie (esposa de Godin) de espaldas, Noël Godin, un productor de cine (de traje y corbata) y Jan Bucquoy, a la derecha. Harelbeke, abril de 2003.

Noël Godin, alias "George Le Gloupier" o "El entartador belga" es un crítico de cine, escritor, activista y payaso belga mundialmente conocido por sus actos de "guerrilla pastelera" consistentes en darles pastelazos en la cara a sus víctimas. Nació en Lieja el 13 de septiembre de 1945. Es licenciado en historia del cine por la Universidad de Lieja y colabora en las revistas francesas Cahiers de cinema y Siné Hebdo.
La carrera militante de Godin comienza mientras cursaba la carrera de Derecho, al atacar con cola a un profesor que había colaborado en la redacción de la constitución del dictador portugués Salazar. Por este motivo, no concluyó sus estudios de Derecho. En 1969, entartó con crema a Marguerite Duras con el argumento de que "no sólo ha escrito idioteces, sino que las ha filmado". Entre sus víctimas posteriores se encuentran Jacques Delors, Helmut Kohl, Bernard Henry-Lévy (quien ha sido entartado al menos en siete ocasiones por Godin y sus colaboradores), Jean-Luc Godard, Michel Camdessus, Patrick Bruel, Marco Ferreri, Bill Gates y Nicolas Sarkozy.
Godin ha publicado más de 200 entrevistas a personajes falsos del mundo del cine, como a una supuesta directora de cine ciega, de nacionalidad tailandesa, autora de "La flor del loto no volverá a crecer en tu isla". Todo ello para probar que la gente carece de sentido crítico.
Dirige el sitio web de la Internacional Pastelera.

## Libros
- Anthologie de la subversion carabinée (Antología de subversión canalla), L'âge d'homme, 1989, ISBN 2-8251-0715-8 (Estudio filosófico de la libertad política)
- Zig zig boum boum (Zig Zig Bum Bum), Le Veilleur, Toulouse, 1994
- Crème et châtiment : mémoire d'un entarteur (Crema y Castigo: Memorias de un Entartador) , Albin Michel, 1995
- Godin par Godin (Godin por Godin), Yellow Now, 2001, ISBN 2-87340-151-6
- Armons-nous les uns les autres ! (¡Armémonos entre sí!) novela, Flammarion, 2003, ISBN 2-08-068685-3
- Entartons, entartons les pompeux cornichons ! (¡Entartemos, Entartemos los Curtidos pomposos!) Flammarion, 2005, ISBN 2-08-068546-5 (La historia de sus pastelazos).

### Filmes con Noël Godin
- Sitio web
- Les vacances de Noël (Vacaciones de Noel) (2005)
- La vie politique des Belges (Vida Política de los Belgas) (2002)
- Camping Cosmos (1998) (Acampando el Cosmos)
- La vie sexuelle des Belges 1950-78 (Vida sexual de los Belgas 1950-78)(1994)